# Godmanella vaginalis
Godmanella vaginalis är en insektsart som beskrevs av Henri Saussure och Francois Jules Pictet de la Rive 1897. Godmanella vaginalis ingår i släktet Godmanella och familjen vårtbitare. Inga underarter finns listade i Catalogue of Life.